# سواک ساگینیان
سواک (سِواگ) ساگینیان (ارمنی: Սեւակ Սագինեան (زاده ۱۹۲۱ - درگذشته ۲۰۰۳)، وکیل دادگستری، نیکوکار و نماینده مجلس ارمنی‌تبار اهل ایران بود. ساگینیان به مدت ۲۴ سال (شش دوره) نمایندهٔ ارمنیان در مجلس شورای ملی بود

## زندگی‌نامه
سواک ساگینیان فرزند سهراب خان ساگینیان (کارمند دولت و نماینده مجلس شورای ملی) در ۱۹۲۱ میلادی (۱۳۰۰ خورشیدی) در تبریز یا تهران به دنیا آمد. پس از طی تحصیلات ابتدائی و متوسطه وارد دانشگاه تهران شد و در رشته حقوق فارغ‌التحصیل شد. سپس به مشاغل قضایی روی آورد و به وکالت در دادگستری پرداخت. سالیان بسیار از اعضای هیئت مدیره و صاحب امتیاز باشگاه فرهنگی ورزشی آرارات تهران بود. در دورهٔ نوزدهم، ۱۹۵۶–۱۹۶۰ (۱۳۳۵–۱۳۳۹)، نمایندهٔ ارمنیان و آشوریان آذربایجان و در دوره‌های بیستم، بیست و یکم، بیست و دوم، بیست و سوم و بیست و چهارم، از ۱۹۶۰–۱۹۷۹ (۱۳۳۹–۱۳۵۷)، نمایندهٔ ارمنیان جنوب بود.
ساگینیان نقشی مهم در توسعه و آبادانی اراضی و مستغلات ارمنیان جنوب ایران (آبادان، خرمشهر، جلفای اصفهان و روستاهای ارمنی‌نشین اطراف اصفهان) داشت و با همت و تلاش وی مجوز تأسیس بخش ارمنی‌شناسی دانشگاه دولتی اصفهان به دست آمد. او در بسیاری از جلسات عالی شورای خلیفه‌گری و مجمع شورای نمایندگان جاثلیقی کیلیکیه شرکت داشت.
او همچنین عضو و منشی دائم هیئت آموزش و پرورش مجلس و نیز عضو هیئت شکایات و درخواست‌های مجلس شورای ملی بود و از سوی مجلس در سه گردهمایی بین مجالس شرکت کرد.
ساگینیان، که در طول حیات خود به دلیل تلاش‌هایش یازده نشان افتخار دریافت کرده بود، وی در ۱۷ مهر ۱۳۸۲ (۹ اکتبر ۲۰۰۳) در ایالات متحده آمریکا، درگذشت.